# 니노미야촌 (시마네현)
니노미야촌(二宮村)은 시마네현 나카군에 있던 촌이다. 현재의 고쓰시의 일부에 해당한다.